# Programul Unu
Programul Unu al Televiziunii Centrale (Sovietice) (în rusă 1-я программа Центрального телевидения, prescurtat ca ЦТ-1) a fost un canal de televiziune produs și transmis de Televiziunea Centrală, organizația de televiziune din Uniunea Republicilor Sovietice Socialiste. A conținut o grilă mixtă de programe de știri și divertisment, cu accent pe evenimentele din URSS și a inclus și programe regionale. Redacția și studiourile postului erau situate în centrul de televiziune Ostankino (ASK-1).

## Istorie
Programul Unu a fost înființat la 22 martie 1951, ca parte a unei reorganizări a Studioului Central de Televiziune, când postul de televiziune din Moscova și-a schimbat numele pentru a reflecta expansiunea planificată. A fost cunoscut oficial ca Primul program al Televiziunii Centrale a URSS (în rusă Первая программа ЦТ СССР).
Canalul, care a fost transmis pe standardul SECAM D/K, a difuzat publicitate pentru prima dată în anii 1980. Canalul a fost difuzat până în 1991. În luna septembrie a aceluiași an, a fost redenumită Primul canal al Televiziunii Centrale (în rusă: Первый канал ЦТ), iar apoi în decembrie, după dizolvarea URSS, a devenit Canalul unu de televiziune Ostankino.

Sigla Programul Unu Ostankino

După destrămarea URSS, frecvențele Programului 1 au fost transferate noilor organizații de radiodifuziune de stat din fostele republici sovietice, în timp ce în republica rusă principalul canal de televiziune Ostankino a preluat semnalul și emițătoarele sale.

## Cronologie
Între 22 martie 1951 - 13 februarie 1956, s-a numit Studioul de televiziune centrală (CST) - Центральная студия телевидения (ЦСТ).
Între 14 februarie 1956 - 15 mai 1957, s-a numit Programul Unu/Primul program CST - Первая программа ЦСТ.
Între 16 mai 1957 - 27 decembrie 1991, s-a numit Programul Unu/Primul program al Televiziunii Centrale - Первая программа ЦТ (din 16 septembrie 1991 - de asemenea, Primul Canal al Televiziunii Centrale - также Первый канал ЦТ).

## Programe
Emisiunea muzicală populară Luminița albastră (în rusă: Голубой огонёк, Goluboy ogonyok) a devenit un element de bază al sărbătorilor Uniunii Sovietice în timpul Revelionului, Zilei Internaționale a Femeii și Zilei Internaționale a Muncitorilor. Programul continuă să existe și astăzi pe Rossia 1 (care este continuatoarea Programului Doi).
Departamentul de știri nu a angajat jurnaliști de știri până în 1989, când au început să prezinte buletinele mai scurte (principalele programe de știri de la 18:30 și 21:00 au fost conduse doar de jurnaliști de rang înalt până la lovitura de stat eșuată din 1991).